# Potez-CAMS 141
Potez-CAMS 141 byl francouzský čtyřmotorový hornoplošný průzkumný létající člun vyvinutý a vyrobený společností Chantiers Aéro-Maritimes de la Seine se sídlem v Sartrouville.

## Vznik
Roku 1935 dostala firma Potez-CAMS spolu s dalšími dvěma firmami Breguet a Latécoère specifikace na vývoj nového dálkového námořního průzkumného letounu vydané francouzskou Admiralitou. Jednalo se o paralelní sériovou stavbu tří prototypů.
Jako první vzlétl 21. ledna 1938 Potez-CAMS 141, 16. července 1938 Breguet 730-01 a nakonec 8. března 1939 odstartoval Latécoère 611.
Letoun se stavěl v Sartrouville (17 km severozápadně od Paříže), konečná montáž pak byla provedena v závodě Caudebec-en-Caux, poté letoun převzalo zkušební středisko Admirality v Saint Raphaël. Na jaře 1939 dostal letoun jméno Antarès. Byly objednány 4 kusy série, v létě 1939 dalších 15 a po vypuknutí války dokonce neomezená výroba, avšak potíže v leteckém průmyslu zapříčinily, že Antarès zůstal jediným dokončeným letounem.

## Popis konstrukce
Jednalo se o vzpěrový hornoplošník. Křídlo bylo posazeno na pylon ukotvený na štíhlém a nízkém trupu a vyznačovalo se značným vzepětím. Vodorovná ocasní plocha byla zakončena dvěma svislými plochami. Na obou stranách křídla byly umístěny vyrovnávací plováky. Stroj byl určen pro devíti- až dvanáctičlennou posádku. Osazen byl čtyřmi kapalinou chlazenými leteckými motory Hispano-Suiza 12Y o výkonu 930 k s chladiči zabudovanými pod kapotami.
K obraně byl vybaven jedním zdvojeným kulometem Darne ráže 7,5 mm umístěným ve hřbetní střelecké věži na křídle, dvěma kulomety téže ráže v bočních kapkovitých střelištích těsně za pilotní kabinou a v otevřených bočních střelištích za pylonem. Letoun mohl nést až 1500 kg pum.

## Nasazení
V listopadu 1939 byl Antarès přidělen k eskadře E8, aby vykonával průzkumné lety na Atlantikem. Po kapitulaci Francie byl odzbrojen a převelen k eskadře 6E a poté do Dakaru k eskadře 4E, kde se od listopadu 1942 opět zapojil do akcí proti německému námořnictvu. Dne 2. června 1943, při průzkumném letu, potopil ponorku U-105, asi 55 km od Dakaru. Vyřazen ze služby byl koncem roku 1943. Celkově absolvoval 1800 letových hodin.

## Hlavní technické údaje
Údaje dle
- Rozpětí: 41,00 m,
- Délka: 24,32 m
- Výška: 7,85 m
- Nosná plocha: 171,23 m²
- Hmotnost prázdného letounu: 15000 kg
- Vzletová hmotnost:
  - normální: 23120 kg
  - s přetížením: 26000 kg
- Maximální rychlost v 1000 m: 320 km/h
- Cestovní rychlost v 1000 m: 260 km/h
- Dostup: 5600 m
- Vytrvalost: 30 h